# Elettronvolt
In fisica l'elettronvolt o volt-elettrone (simbolo eV) è un'unità di misura dell'energia, molto usata in ambito atomico e subatomico. Viene definito come l'energia guadagnata (o persa) dalla carica elettrica di un singolo elettrone, che si muove nel vuoto tra due punti di una regione tra i quali vi è una differenza di potenziale elettrostatico di 1 volt.
Sono molto usati i suoi multipli keV, MeV, GeV, TeV: si vedano in proposito i prefissi del SI. L'elettronvolt non è tuttavia un'unità di misura del sistema internazionale di unità di misura; trattasi dunque di una unità pratica, come l'anno luce o il litro, o anche empirica come il grado di temperatura (in quanto direttamente derivante da uno strumento).
Spesso, per praticità, i multipli dell'elettronvolt non vengono pronunciati come si usa con le altre unità di misura (per esempio megajoule), ma vengono pronunciati come si scrivono (per esempio si dice «keV», «MeV», «GeV», «TeV», al posto di «kiloelettronvolt», «megaelettronvolt», «gigaelettronvolt» e «teraelettronvolt»).

## Conversioni
Un elettronvolt è 1 volt (cioè joule diviso coulomb) moltiplicato per la carica di un elettrone; corrisponde a un quantitativo molto piccolo di energia, pari all'inverso del numero di Coulomb:
1 eV = 0,1602176634 aJ = 1,602176634×10−19 J
In chimica di solito si utilizza per l'energia di ionizzazione riferirsi a una mole, che è l'unità di misura della quantità di sostanza.

## Usi
Nella fisica delle particelle, il megaelettronvolt (1 MeV = 106 eV) e il gigaelettronvolt (1 GeV = 109 eV) sono utilizzati per misurare la massa delle particelle elementari, usando l'equazione di conversione della relatività ristretta: E = mc², dove E sta per energia, m per massa e c è la velocità della luce nel vuoto.
In queste unità, la massa di un elettrone è di 0,511 MeV/c2, e quella di un protone di 938 MeV/c2; quella del bosone di Higgs è di 125,35±0,15 GeV/c2 
Per confronto, l'energia cinetica delle particelle cariche generate in un'esplosione nucleare va da 0,3 a 3 MeV. Una normale molecola atmosferica ha un'energia di circa 0,03 eV. Un sistema, la cui temperatura assoluta  (in kelvin o rankine) ha valore pari a Ta, ha un valore di temperatura fondamentale (per esempio joule, o erg) pari a T=kBTa, dove kB è la costante di Boltzmann. Il valore corrispondente eV si ottiene dividendo ancora la temperatura fondamentale per il valore della carica fondamentale (in eV/unità energetica adottata). Spesso la massa viene misurata in eV/c2 (oppure nei suoi multipli MeV/c2 e GeV/c2), dove si utilizza un sistema di unità naturali ponendo c = 1, cosa utile per l'analisi a livello teorico.
In spettroscopia, si usa l'elettronvolt per esprimere l'energia di legame di un elettrone in un orbitale atomico e l'energia dei fotoni usati per sondarne le proprietà (spettroscopia fotoelettronica e spettroscopia di assorbimento dei raggi X). Per esempio, l'espulsione di un elettrone dallo stato più profondo di un atomo di argento richiede una radiazione di 25 514 eV, propria dei raggi X duri.